# T-17
El tanc T-17 era una tanqueta d'un tripulant per a oferir suport mecanitzat, dissenyat per la Unió Soviètica en el període d'entreguerres.

## Desenvolupament
En 1926, el disseny del vehicle de reconeixement blindat d'un tripulant i es va crear. El desenvolupament va donar diversos problemes, incloent trobar un nou chasis i motor. En el 3 de març de 1928, es va produir el primer prototip i va ser testat.
Com a part del projecte de 3 anys per a tindre un exercit capaç de transportar infanteria i tindre forces blindades en desembre de 1930, es van dur a terme molts projectes de vehicle blindats, entre els quals, estava el del tanc "T-17".
En Maig, els soviètics van aconseguir la seva primera brigada de suport mecanitzat, de 60 tancs i 32 tanquetes.